# Metatrichia thailandica
Metatrichia thailandica är en tvåvingeart som beskrevs av Kelsey 1970. Metatrichia thailandica ingår i släktet Metatrichia och familjen fönsterflugor.
Artens utbredningsområde är Thailand. Inga underarter finns listade i Catalogue of Life.